# چشمان درشت قهوه‌ای
چشمان درشت قهوه‌ای (انگلیسی: Big Brown Eyes) یک فیلم کمدی به کارگردانی رائول والش محصول سال ۱۹۳۶ کشور ایالات متحده آمریکا است.

## بازیگران
- کری گرانت
- جون بنت
- والتر پیجن
- لوید نولان
- آلن بکستر
- مارجری گیتسون
- ایسابل جول
- داگلاس فاولی
- چارلز سی. ویلسون